# West Warwick
West Warwick est une ville américaine du comté de Kent dans l'État de Rhode Island. Sa population était de 29 191 habitants au recensement de 2010.

## Géographie
La municipalité s'étend sur 8,01 milles carrés (20,75 km2), dont 7,79 milles carrés (20,18 km2) de terres.
|          | Cranston       |         |
| Coventry | West Warwick   | Warwick |
|          | East Greenwich |         |

West Warwick comprend plusieurs villages :
- Arctic, au centre de la ville, où se trouvent les principaux bâtiments municipaux ;
- Centerville ;
- Clyde ;
- Crompton ;
- Lippitt ;
- Natick ;
- Phenix ;
- River Point ;
- Wescott.

## Histoire
La zone qui est maintenant la ville de West Warwick a été le site de certains des premiers moulins de textiles aux États-Unis, situés le long des rives des bras nord et sud de la rivière Pawtuxet. Ces petits villages industriels jouèrent un rôle important dans le développement précoce de l'industrie textile en Amérique du Nord. Lippitt Mill fondé en 1809 par le héros de la Guerre d'indépendance, Christopher Lippitt, était l'un des premiers moulins dans la région.
West Warwick a été constituée en 1913, ce qui en fait la plus jeune ville dans l'État. Avant 1913, la ville, située sur la rive ouest de la rivière Pawtuxet, était le centre de la population et le centre industriel de la ville de Warwick. La ville s'est séparée parce les démocrates locaux souhaitaient consilider leur pouvoir et isoler la partie agricole de la ville, à l'est, dominées par le Parti républicain.
Le 20 février 2003, West Warwick a été le théatre  de l’incendie du club The Station. Le bilan est de 100 morts et de plus de 200 blessés. C'était le quatrième incendie de discothèque dans l'histoire des États-Unis et le deuxième en Nouvelle-Angleterre.
En 2010, des pluies torrentielles ont fait monter la rivière Pawtuxet de 21 pieds, ce qui est 12 pieds au-dessus du niveau d'inondation causant des inondations dans une grande partie de la ville.

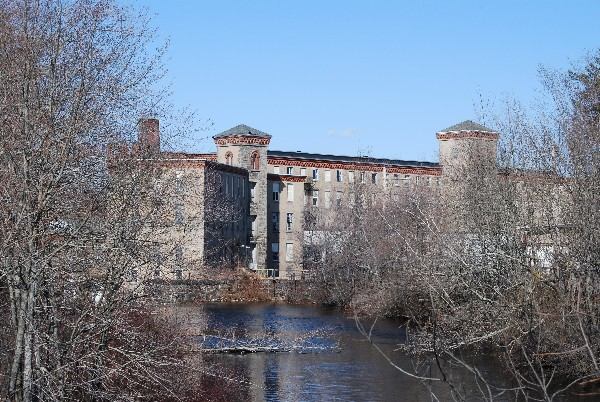
Moulin de Centerville
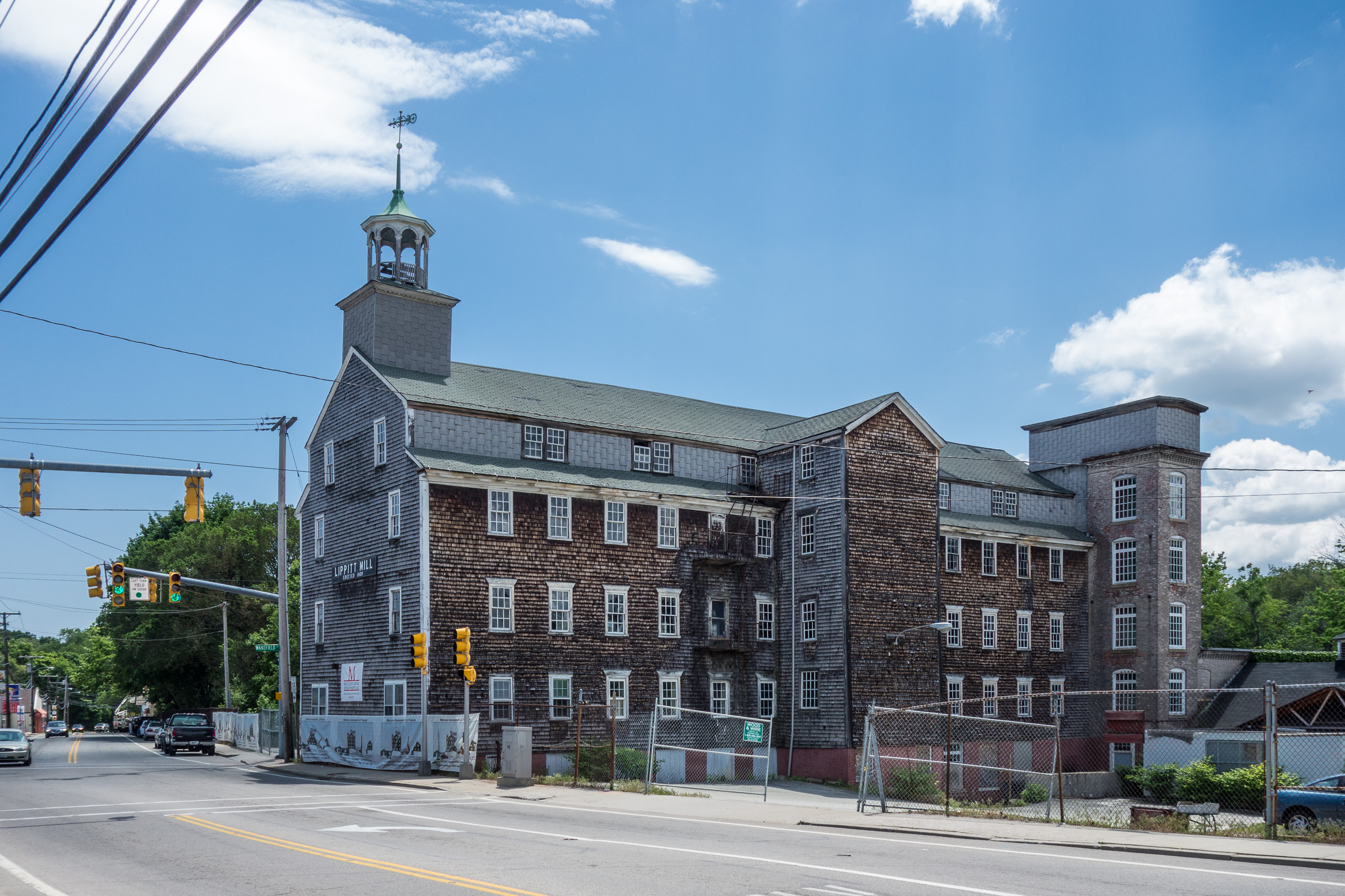
Moulin de Lippitt
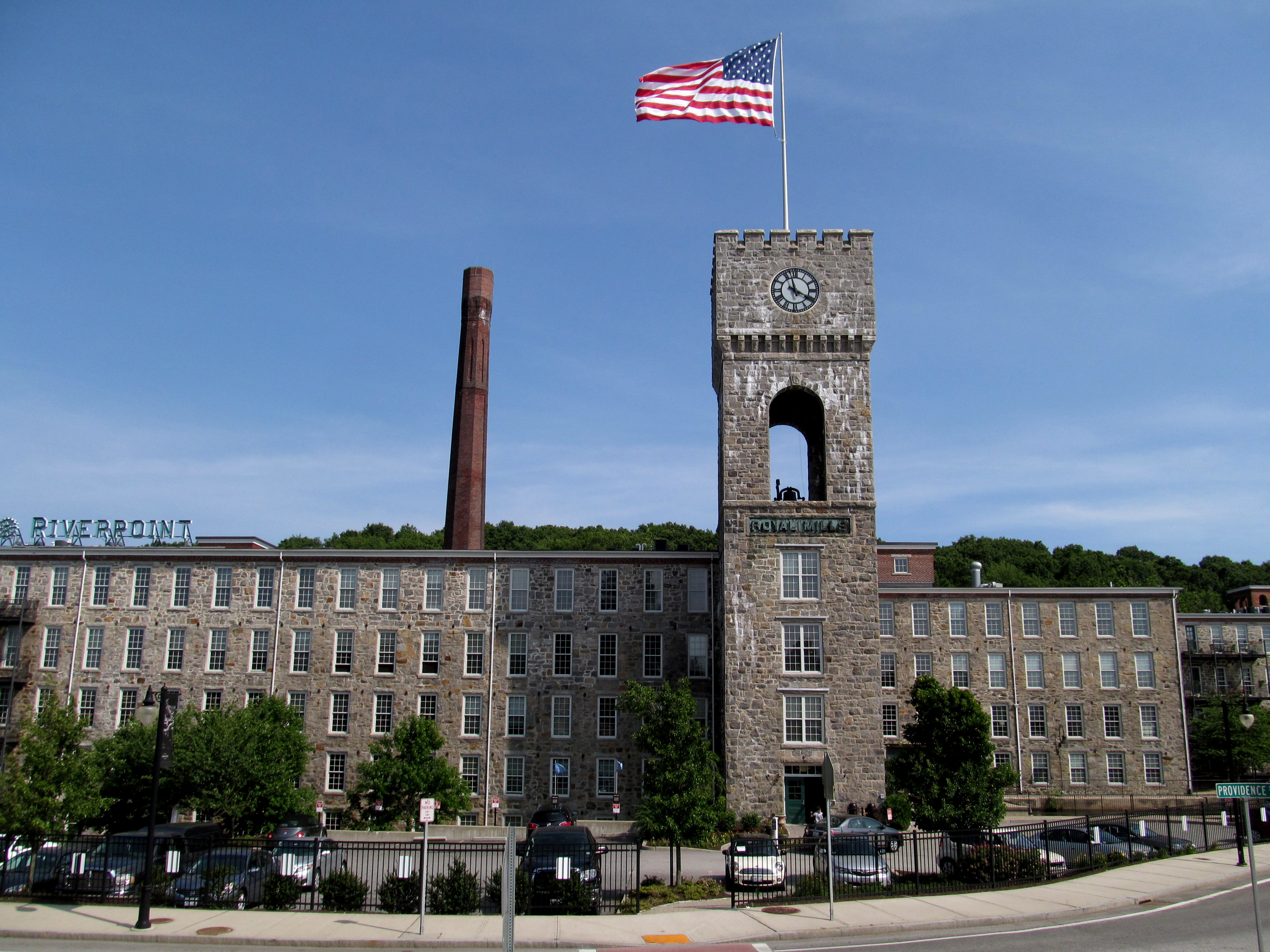
Moulin royal